# Ceraarachne goyannensis
Ceraarachne goyannensis là một loài nhện trong họ Thomisidae.
Loài này thuộc chi Ceraarachne. Ceraarachne goyannensis được Cândido Firmino de Mello-Leitão miêu tả năm 1929.